# Municipio de Marion (condado de Clayton)
El municipio de Marion (en inglés: Marion Township) es un municipio ubicado en el condado de Clayton en el estado estadounidense de Iowa. En el año 2010 tenía una población de 347 habitantes y una densidad poblacional de 3,73 personas por km².

## Geografía
El municipio de Marion se encuentra ubicado en las coordenadas 42°56′58″N 91°32′51″O / 42.94944, -91.54750. Según la Oficina del Censo de los Estados Unidos, el municipio tiene una superficie total de 92.97 km², de la cual 92,96 km² corresponden a tierra firme y (0 %) 0 km² es agua.

## Demografía
Según el censo de 2010, había 347 personas residiendo en el municipio de Marion. La densidad de población era de 3,73 hab./km². De los 347 habitantes, el municipio de Marion estaba compuesto por el 97,98 % blancos, el 1,44 % eran de otras razas y el 0,58 % eran de una mezcla de razas. Del total de la población el 2,88 % eran hispanos o latinos de cualquier raza.